# Борджетто
Борджетто (італ. Borgetto, сиц. Lu Burgettu) — муніципалітет в Італії, у регіоні Сицилія,  метрополійне місто Палермо.
Борджетто розташоване на відстані близько 440 км на південь від Рима, 20 км на захід від Палермо.
Населення — 7359 осіб (2014).

## Демографія
Населення за роками:

Станом на 1 січня 2023 року в муніципалітеті офіційно проживало 113 іноземців з 27 країн, серед них 57 громадян країн Євросоюзу та 1 громадянин України.

## Сусідні муніципалітети
- Джардінелло
- Монреале
- Партініко